# Tmarus loriae
Tmarus loriae là một loài nhện trong họ Thomisidae.
Loài này thuộc chi Tmarus. Tmarus loriae được Tord Tamerlan Teodor Thorell miêu tả năm 1890.